# Angelus Häußling
Angelus Häußling OSB (* 19. April 1932 in Lambrecht (Pfalz) als Albert Häußling; † 11. Juli 2017 in der Abtei Maria Laach) war ein deutscher römisch-katholischer Theologe und Benediktiner.

## Leben
Albert Häußling war ein Sohn des Juristen Aloys Häußling und dessen Frau Maria, geb. Schlosser. Zu den insgesamt neun Kindern des Ehepaares gehörte auch der Rechtswissenschaftler und Rektor Josef M. Häußling.
Albert Häußling studierte Theologie und Philosophie in den Benediktinerklöstern Maria Laach und Beuron. 1951 trat er der Ordensgemeinschaft bei, nahm den Ordensnamen Angelus an und legte am 22. März 1953 seine Profess ab. Am 27. Juli 1958 empfing er das Sakrament der Priesterweihe. Ab dem Jahr 1961 führte er sein Studium an den Universitäten Innsbruck (dort unter anderem bei Karl Rahner) und Salzburg fort. Häußling wurde am 25. März 1965 in Salzburg zum Doktor der Theologie promoviert. Von 1968 bis zu seinem Tod war er Bibliothekar im Kloster Maria Laach.
Angelus Häußling war akademischer Lehrer am Liturgischen Institut in Trier sowie an den Hochschulen der Steyler Missionare in St. Augustin und der Redemptoristen in Hennef-Geistingen. 1976 wurde er zum außerordentlichen Professor für Liturgiewissenschaft und 1980 zum ordentlichen Professor für Liturgiewissenschaft und Sakramententheologie an der PTH Benediktbeuern ernannt. Dieses Amt übte er bis zu seiner Emeritierung im Sommer 2000 aus.
Von 1986 bis 1996 war er Berater der Liturgiekommission der Deutschen Bischofskonferenz.
Am 15. November 2000 erhielt Häußling von der Katholisch-Theologischen Fakultät der Universität Fribourg (Schweiz) die Ehrendoktorwürde.
Er starb am 11. Juli 2017 nach langer Krankheit im Alter von 85 Jahren in der Abtei Maria Laach.

## Ämter und Herausgebertätigkeiten
- Mitherausgeber von Gottesdienst der Kirche. Handbuch der Liturgiewissenschaft (seit 1967)
- Herausgeber von Archiv für Liturgiewissenschaft (seit 1975, ab 1978 Mitherausgeber)
- Vorstandsmitglied des 1948 gegründeten Abt-Herwegen-Instituts in Maria Laach[4]

## Schriften (Auswahl)
In chronologischer Reihenfolge:
- Mit Karl Rahner: Die vielen Messen und das eine Opfer (= Quaestiones disputatae 31). Herder, Freiburg / Basel / Wien, 2. Aufl. 1966.
- Alkuin und der Gottesdienst der Hofkapelle. In: Deutsches Archiv für Erforschung des Mittelalters, Bd. 25, Böhlau, Münster/Köln 1969, S. 223–229.
- Mönchskonvent und Eucharistiefeier. Eine Studie über die Messe in der abendländischen Klosterliturgie des frühen Mittelalters und zur Geschichte der Meßhäufigkeit. Münster 1973, ISBN 3-402-03842-2.
- Artikel Missale. In: Wolfgang Stammler, Karl Langosch (Hrsg.:) Die deutsche Literatur des Mittelalters. Verfasserlexikon, Bd. 6, de Gruyter, Berlin – New York 1987, Sp. 607–612.
- Das Missale deutsch. Materialien zur Rezeptionsgeschichte der lateinischen Messliturgie im deutschen Sprachgebiet bis zum 2. Vatikanischen Konzil. Aschendorff, Münster 1984.
- Liturgiereform. Materialien zu einem neuen Thema der Liturgiewissenschaft. In: Archiv für Liturgiewissenschaft 31 (1989), S. 1–32.
- Christliche Identität aus der Liturgie. Theologische und historische Studien zum Gottesdienst der Kirche. Aschendorff, Münster 1997, ISBN 3-402-04058-1.
- Artikel Tagzeitenliturgie. In: Walter Kasper (Hrsg.): Lexikon für Theologie und Kirche (LThK). 3. Auflage, Band 9, Herder, Freiburg im Breisgau 2000, Sp. 1232–1241.
- Artikel Stundengebet. In: Lexikon des Mittelalters, Band 8, S. 260–265.
- Die Bibel in der Liturgie der Tagzeiten. In: Patrizia Carmassi (Hrsg.): Präsenz und Verwendung der Heiligen Schrift im christlichen Frühmittelalter. Harrassowitz, Wiesbaden 2008, S. 299–322.
- Tagzeitenliturgie in Geschichte und Gegenwart. Historische und theologische Studien. Herausgegeben von Martin Klöckener. Aschendorff, Münster 2012, ISBN 978-3-402-11263-2.